# Урбах (станция)
Урбах — промежуточная, 4 класса, узловая железнодорожная станция Приволжской железной дороги. Направления прилегающих линий на сортировочную станцию Анисовку, Ершов, Красный Кут.
При станции посёлок Пушкино Советского района Саратовской области (ранее немецкий посёлок Урбах).
Как и все станции линии Покровская Слобода — Уральск Рязано-Уральской железной дороги станция строилась с шириной колеи 1000 мм, и лишь в 1910-е годы была перешита на нормальную колею.
Станция Урбах открыта для грузовых операций.
Пассажирские и грузовые поезда проходят станцию без смены локомотива. Примерно до 2000 года существовала смена тепловозов для поездов направлением Анисовка — Палласовка (у чётных поездов тепловоз ТЧ Анисовка отцеплялся и прицеплялся тепловоз ТЧ Палласовка, у нечётных наоборот). Ныне грузовые поезда направления Анисовка — Верхний Баскунчак обслуживаются тепловозами ТЧ Верхний Баскунчак (ТЧ Палласовка упразднено), поезда направления Анисовка — Ершов обслуживаются тепловозами ТЧ Ершов.
Грузовые поезда идущие с Ершова на Верхний Баскунчак или в обратном направлении не заезжают на саму станцию (потребовалась бы перецепка локомотива для смены направления движения), проезжая через соединительный путь, образующий треугольник. В связи с наличием этого треугольника станцию можно использовать как поворотный треугольник для локомотивов или целых групп вагонов.
Все проходящие станцию пассажирские поезда имеют на ней остановку. Железнодорожный вокзал имеет два зала ожидания и комнату отдыха. Пассажирские поезда обслуживаются в основном тепловозами ТЭП70 ТЧ Саратов и ТЧ Астрахань (некоторые поезда, идущие с В. Баскунчака на Ершов, обслуживаются тепловозами депо Верхний Баскунчак и Ершов).
Станция Урбах, направления от неё на станции Еруслан и Красный Кут обслуживаются Краснокутской дистанцией пути, направление на Анисовку — Анисовской дистанцией пути.
Ближайшие станции: направление на Анисовку — Наливная, направление на Ершов — Еруслан, направление на Верхний Баскунчак — Красный Кут.

## Дальнее следование по станции
По состоянию на июнь 2019 года через станцию курсируют следующие поезда дальнего следования:
| Круглогодичное обращение поездов | Круглогодичное обращение поездов | Круглогодичное обращение поездов | Круглогодичное обращение поездов |
| № поезда                         | Маршрут движения                 | № поезда                         | Маршрут движения                 |
| -------------------------------- | -------------------------------- | -------------------------------- | -------------------------------- |
| 5 «Лотос»                        | Астрахань — Москва               | 6 «Лотос»                        | Москва — Астрахань               |
| 7 «Казахстан»                    | Алма-Ата — Саратов               | 8 «Казахстан»                    | Саратов — Алма-Ата               |
| 85                               | Махачкала — Москва               | 86                               | Москва — Махачкала               |
| 109                              | Астрахань — Санкт-Петербург      | 110                              | Санкт-Петербург — Астрахань      |
| 147                              | Астрахань — Нижневартовск        | 148                              | Нижневартовск — Астрахань        |
| 333                              | Ташкент — Саратов                | 334                              | Саратов — Ташкент                |

| Сезонное обращение поездов | Сезонное обращение поездов | Сезонное обращение поездов | Сезонное обращение поездов |
| № поезда                   | Маршрут движения           | № поезда                   | Маршрут движения           |
| -------------------------- | -------------------------- | -------------------------- | -------------------------- |
| 461                        | Уфа — Адлер                | 462                        | Адлер — Уфа                |